# 上野展裕
上野 展裕（うえの のぶひろ、1965年8月26日 - ）は、滋賀県甲賀市（旧甲賀郡信楽町）出身の元サッカー選手・指導者（JFA 公認S級コーチ）。

## 来歴

### 現役時代
滋賀県立膳所高等学校から一浪で早稲田大学に進学、同期に松山吉之がいる。在籍時にはユニバーシアード代表を経験したほか、AFCアジアカップ1988に出場する日本代表Bのメンバーに選ばれた。
大学時代からマリウス・ヨハン・オフト率いるマツダSC（現サンフレッチェ広島F.C）のモダンなサッカーに魅せられており、卒業後はマツダでサッカーをやりたいという意志を持っていたが、なぜか誘いはなく、大学を卒業後は日本サッカーリーグ(JSL)1部の全日空サッカークラブ（横浜フリューゲルスの前身）に入団。しかし、やはり心残りがあり、必要な選手であるから残って欲しいという当時の監督加茂周の説得があったものの、Jリーグが開幕する前々年である1991年にはJSL1部のマツダSCに移籍した。現役時代はDFあるいは守備的なMFで、ボランチでは森保一や小島光顕とポジションを争い、Jリーグ開幕前のプレ大会となる1992年のJリーグカップ第1戦の読売日本サッカークラブ（現：東京ヴェルディ1969）戦ではセンターバックとして先発出場するなど数試合に出場したが、その後リーグ戦での出場はなかった。1994年に現役を引退。

### 指導者時代
引退後は広島のトップチームや育成年代の指導者を歴任。トップチームではエディ・トムソン監督のコーチ兼通訳として、ユースチームでは小林伸二監督のもとコーチとして活躍した。2002年からは広島ジュニアユース監督に就任し、2003年にはナイキプレミアカップジャパン優勝、森重真人・槙野智章・左山晋平・石田聖雄・平繁龍一・酒井貴政・横竹翔・兼田亜季重らを育てた。また、2002年にはメニコンカップ日本クラブユースサッカー東西対抗戦(U-15)西軍監督にも選ばれた。2003年にJFA 公認S級コーチライセンスを取得した。
2004年、広島を離れ、関西地区ナショナルトレセンコーチ就任に伴い大津市内に転居、そのときに京都パープルサンガ（現京都サンガF.C.）からオファーがあり、2005年から京都の育成部門統括責任者に就任、アカデミーの整備および強化を行った。京都アカデミーは広島ユースをモデルケースとして強化し、2006年に「スカラーアスリートプロジェクト」という強化方針を打ち出した が、その初期の陣頭指揮をとったのが上野である。2006年10月、トップチーム監督の柱谷幸一の解任をうけ、後任監督となった美濃部直彦のトップチームコーチも兼務する。2007年からヘッドコーチに専念することとなった。同年10月、成績不振により美濃部から総監督（GM）職の加藤久に監督が代わる なかでも引き続きヘッドコーチとしてチームを支え、同年末にはJ1昇格を果たしている。
2009年、当時北信越フットボールリーグ所属のツエーゲン金沢監督に就任。同年の全社準優勝により獲得した出場権で、同年の地決に出場、地決決勝ラウンドの成績は3位だったが、入替戦を勝ち抜いてチームを日本フットボールリーグ（JFL）昇格に導いた。JFL昇格後、1年目は9位、2年目は7位に入ったもののJ2昇格圏には届かず、2011年末契約満了に伴い退任した。
2012年、アルビレックス新潟ユース監督に就任。同年5月21日、トップチームの黒崎久志監督および西ヶ谷隆之ヘッドコーチの辞任を受け、急きょトップチームのヘッドコーチ（監督代行）として暫定的に公式戦3試合の指揮を執った。同年6月11日、トップチームの柳下正明監督就任に伴い、ユースチームの監督に復任した。ユース監督として、同年のプリンスリーグ北信越で優勝、翌2013年のプリンスリーグ北信越では2位に入り、2年連続で高円宮杯プレミアリーグ参入戦に進出したものの、昇格はならなかった。この間、ユースで川口尚紀や酒井高聖らを育てている。
2014年、この年からJFLに参加するレノファ山口FC監督に就任する。新潟との契約を満了後、マツダで同僚だった社長の河村孝のオファーに、「ジャンボ（河村社長の愛称）とレノファで、第二の今西（和男）・（ハンス・）オフトになりたい。 ジャンボとならなれる」との思いでオファーを受諾したという。このシーズンのJFLで4位に入り、就任1年でチームをJ3リーグ昇格に導き、さらに翌年にはJ3優勝・J2昇格に導いた。クラブ初のJ2で迎えた2016年シーズンはリーグ4位の63失点を喫するも、J3時代からの攻撃的スタイルを継続し55得点を挙げてシーズン12位と健闘。しかし、2017年シーズンは試合終了間際の失点や得点不足などによる成績不振により、5月23日に退任が発表された。
2018年4月30日、成績不振により契約を解除された吉田達磨の後任として、ヴァンフォーレ甲府の監督に就任することが発表された。昇格争いこそ絡めなかったものの、就任当初16位に低迷していたチームの再建に成功し、最終成績を9位で終えた。大会ではルヴァン杯、天皇杯ともにベスト8進出に導いた。
2018年12月、JFL・ヴィアティン三重の監督に就任すると発表された。2020年シーズンは6位に終わったものの、最終節までJ3リーグ入りの資格要件となる4位以内に入る可能性を残す健闘ぶりを見せた。しかし、2021年シーズンは12試合を消化した時点で12位に低迷し、6月21日付けで契約解除となった。
2021年7月、鹿児島ユナイテッドFC監督に就任。2021年12月4日、退任が発表された。
2023年1月、福山シティFC監督に就任。2023年11月30日、契約満了に伴い今シーズンで退任を発表。

## 個人成績
| 国内大会個人成績 | 国内大会個人成績 | 国内大会個人成績 | 国内大会個人成績 | 国内大会個人成績 | 国内大会個人成績          | 国内大会個人成績 | 国内大会個人成績 | 国内大会個人成績 | 国内大会個人成績 | 国内大会個人成績 | 国内大会個人成績 |
| 年度             | クラブ           | 背番号           | リーグ           | リーグ戦         | リーグ戦                  | リーグ杯         | リーグ杯         | オープン杯       | オープン杯       | 期間通算         | 期間通算         |
| 年度             | クラブ           | 背番号           | リーグ           | 出場             | 得点                      | 出場             | 得点             | 出場             | 得点             | 出場             | 得点             |
| 日本             | 日本             | 日本             | 日本             | リーグ戦         | リーグ戦                  | JSL杯/ナビスコ杯 | JSL杯/ナビスコ杯 | 天皇杯           | 天皇杯           | 期間通算         | 期間通算         |
| ---------------- | ---------------- | ---------------- | ---------------- | ---------------- | ------------------------- | ---------------- | ---------------- | ---------------- | ---------------- | ---------------- | ---------------- |
| 1988-89          | 全日空           |                  | JSL1部           | 0                | 0                         |                  |                  |                  |                  |                  |                  |
| 1989-90          | 全日空           | 25               | JSL1部           | 4                | 1                         | 0                | 0                |                  |                  |                  |                  |
| 1990-91          | 全日空           | 25               | JSL1部           | 6                | 0                         | 0                | 0                |                  |                  |                  |                  |
| 1991-92          | マツダ           | 12               | JSL1部           | 18               | 1                         | 1                | 0                |                  |                  |                  |                  |
| 1992             | 広島             | -                | J                | -                | -                         | 8                | 0                | 1                | 0                | 9                | 0                |
| 1993             | 広島             | -                | J                | 0                | 0                         | 0                | 0                | 0                | 0                | 0                | 0                |
| 1994             | 広島             | -                | J                | 0                | 0                         | 0                | 0                | 0                | 0                | 0                | 0                |
| 通算             | 日本             | 日本             | J                | 0                | 0                         | 8                | 0                | 1                | 0                | 9                | 0                |
| 通算             | 日本             | 日本             | JSL1部           | 28               | 2\|\|\|\|\|\|\|\|\|\|\|\| |                  |                  |                  |                  |                  |                  |
| 総通算           | 総通算           | 総通算           | 総通算           | 28               | 2\|\|\|\|\|\|\|\|\|\|\|\| |                  |                  |                  |                  |                  |                  |

- その他の公式戦
  - 1990年 コニカカップ 7試合0得点
  - 1991年 コニカカップ 2試合0得点
- JSL（1部）初出場：1990年2月18日 対本田技研戦 (国立競技場)
- JSL（1部）初得点：同上

## 指導歴
- 1995年 - 2003年 サンフレッチェ広島F.C
  - 1995年 - 1996年 ユースコーチ
  - 1997年 - 2000年 コーチ
  - 2001年 スカウト
  - 2002年 - 2003年 ジュニアユース 監督
- 2004年 - 2006年 日本サッカー協会ナショナルトレセンコーチ
  - 2004年 U-18日本代表 監督
  - 2005年 U-21日本代表 コーチ
- 2005年 - 2006年 京都パープルサンガ / 京都サンガF.C.
  - 2005年 - 2008年 育成統括ディレクター
  - 2006年10月 - 12月 コーチ（暫定）
  - 2007年 - 2008年 ヘッドコーチ
- 2009年 - 2011年 ツエーゲン金沢 監督
- 2012年 - 2013年 アルビレックス新潟ユース 監督
  - 2012年5月 - 6月 アルビレックス新潟ヘッドコーチ（暫定 / 監督代行）
- 2014年 - 2017年5月 レノファ山口FC 監督
- 2018年5月 - 12月 ヴァンフォーレ甲府 監督
- 2019年 - 2021年6月  ヴィアティン三重 監督
- 2021年7月 - 12月 鹿児島ユナイテッドFC 監督
- 2023年 - 福山シティFC 監督

### 監督成績
| 年度   | クラブ | 所属      | リーグ戦 | リーグ戦 | リーグ戦 | リーグ戦 | リーグ戦 | リーグ戦 | カップ戦                | カップ戦 |
| 年度   | クラブ | 所属      | 順位     | 勝点     | 試合     | 勝       | 分       | 敗       | リーグ杯                | 天皇杯   |
| ------ | ------ | --------- | -------- | -------- | -------- | -------- | -------- | -------- | ----------------------- | -------- |
| 2009   | 金沢   | 北信越1部 | 3位      | 31       | 14       | 10       | 1        | 3        | -                       | 2回戦    |
| 2010   | 金沢   | JFL       | 9位      | 50       | 34       | 14       | 8        | 12       | -                       | 2回戦    |
| 2011   | 金沢   | JFL       | 7位      | 47       | 33       | 13       | 8        | 12       | -                       | 2回戦    |
| 2012   | 新潟   | J1        | 17位     | 0        | 1        | 0        | 0        | 1        | 予選リーグ敗退 (1分1敗) | -        |
| 2014   | 山口   | JFL       | 4位      | 51       | 26       | 16       | 3        | 7        | -                       | 予選敗退 |
| 2015   | 山口   | J3        | 優勝     | 78       | 36       | 25       | 3        | 8        | -                       | 1回戦    |
| 2016   | 山口   | J2        | 12位     | 53       | 42       | 14       | 11       | 17       | -                       | 3回戦    |
| 2017   | 山口   | J2        | 20位     | 10       | 15       | 2        | 4        | 9        | -                       | -        |
| 2018   | 甲府   | J2        | 9位      | 48       | 31       | 14       | 6        | 11       | ベスト8                 | ベスト8  |
| 2019   | 三重   | JFL       | 10位     | 39       | 30       | 10       | 9        | 11       | -                       | 3回戦    |
| 2020   | 三重   | JFL       | 6位      | 21       | 15       | 6        | 3        | 6        | -                       | 予選敗退 |
| 2021   | 三重   | JFL       | 12位     | 13       | 12       | 3        | 4        | 5        | -                       | 予選敗退 |
| 2021   | 鹿児島 | J3        | 7位      | 22       | 15       | 6        | 4        | 5        | -                       | -        |
| 総通算 | 総通算 | 総通算    | -        | -        | 304      | 133      | 64       | 107      |                         |          |

- 2012年（新潟）は監督代行。J1第13節とナビスコ杯2試合を指揮。順位は第13節終了時。
- 2017年（山口）・2021年（三重）の勝敗・順位は退任時。
- 2018年（甲府）の勝敗は在任時の成績、順位は最終順位。
- 第1種その他
  - 第45回全国社会人サッカー選手権大会 準優勝（2009年）
  - 第33回全国地域サッカーリーグ決勝大会 3位（2009年）
  - J3リーグ 優勝（2015年）
- 第2種その他
  - 高円宮杯U-18プリンスリーグ北信越 優勝（2012年）、準優勝（2013年）
- 第3種その他
  - ナイキプレミアカップジャパン優勝（2003年）

## 代表歴
選手
- ユニバーシアード日本代表
- 日本代表B - AFCアジアカップ1988

指導者
- 2004年 : 仙台カップ国際ユースサッカー大会U-18日本代表監督
- 2005年 : トゥーロン国際大会U-21日本代表コーチ